# Careva Draga
Careva Draga is een plaats in de gemeente Krašić in de Kroatische provincie Zagreb. De plaats telt 6 inwoners (2001).